# Grande Drago Rosso
Le opere del ciclo del Grande Drago Rosso sono una serie di acquarelli del poeta e pittore William Blake, dipinti tra il 1805 ed il 1810.

## Storia
Attorno al 1803 fu commissionato a Blake un ciclo di illustrazioni per la Sacra Bibbia, contenente circa un centinaio di disegni; quattro tra questi fanno parte del cosiddetto ciclo del Grande Drago Rosso, figura proveniente dal libro dell'Apocalisse di Giovanni.

## Descrizione e stile
I disegni offrono una prova della grande capacità visionaria di Blake, al limite del simbolismo, nonché una testimonianza dell'inconsueta fede religiosa del poeta, poco convenzionale tra i contemporanei quanto profonda e radicata nel personaggio. L'arte visiva e poetica si mescola con l'immaginazione e la visione, entrambe le forze sono legate alla religione in un'unità indivisibile; la spinta concettuale nei disegni di questo periodo sembra essere stata raggiunta da Blake dopo aver visionato direttamente alcune opere di grandi artisti, quali Albrecht Dürer, Hans Holbein, Pieter Bruegel il Vecchio, Antoon van Dyck, Michelangelo, Leonardo, Sébastien Bourdon e Antoine Watteau.
Il soggetto principale di questi quattro disegni è il Grande Drago Rosso, ovvero il Drago dell'Apocalisse apparso nel capitolo XII del libro della Rivelazione; vengono inoltre rappresentate le figure della donna vestita di sole e della bestia venuta dal mare, anch'esse tratte dall'Apocalisse di Giovanni:
(Apocalisse, XII:1-4)
E sulla bestia del mare:
(Apocalisse, XIII:1-2)
Le prime due illustrazioni rappresentano appunto la scena della venuta del Drago, in procinto di divorare il figlio della partoriente donna vestita di sole; i due disegni mostrano perciò la stessa evenienza, con il drago che incombe sulla donna, la rappresentazione della Madre del Messia, ma con due differenti punti di vista. Il terzo dipinto ricalca il contatto tra il Grande Drago e la bestia del mare, la quale riceve poteri da Satana.
L'ultima opera, dal titolo Il Numero della Bestia è 666, deriva da un ulteriore passo:
(Apocalisse, XIII:11-18)

## Riferimenti e tributi
- Il personaggio del Grande Drago Rosso di Blake gioca un ruolo importante nel romanzo Il delitto della terza luna di Thomas Harris, nei suoi adattamenti cinematografici Manhunter - Frammenti di un omicidio e Red Dragon, e nella seconda parte della terza stagione della serie televisiva Hannibal. L'antagonista principale, Francis Dolarhyde, ha infatti un'ossessione per questo dipinto, tanto da avere un enorme tatuaggio che lo rappresenta sulla propria schiena e allenare il proprio corpo fino allo stremo alla ricerca della stessa potenza emanata dal drago dell'Apocalisse. Inoltre gli episodi dal numero 8 al numero 12 della terza stagione portano il nome della trilogia dei dipinti di Blake, ovvero "Il Grande Drago Rosso", "E la donna vestita di sole", "E la donna vestita col sole", "E la bestia venuta dal mare", "Il numero della bestia è 666".
- Una riproduzione murale de Il Grande Drago Rosso e la donna vestita col sole è visibile nell'episodio L'uomo invisibile della serie televisiva Flash, andata in onda nel 1990.
- Tutti i dipinti della serie del Grande Drago Rosso sono stati utilizzati per l'artwork della trilogia Legend del gruppo Saviour Machine.
- Nel film del 1981 La casa, diretto da Sam Raimi, una raffigurazione del Libro dei Morti è basata su Il Grande Drago Rosso e la donna vestita di sole.